# Heteralonia katonae
Heteralonia katonae är en tvåvingeart som först beskrevs av Mario Bezzi 1924.  Heteralonia katonae ingår i släktet Heteralonia och familjen svävflugor. Inga underarter finns listade i Catalogue of Life.